# Bauyrżan Turysbek
Bauyrżan Ajtkaliuły Turysbek (kaz. Бауыржан Айтқалиұлы Тұрысбек, ros. Бауржан Айткалиулы Турысбек; ur. 15 października 1991) – kazachski piłkarz grający na pozycji napastnika, reprezentant kraju.

## Kariera piłkarska

### Kariera klubowa
Turysbek rozpoczął karierę w Sungkarze Kaskeleng. Występował także w Spartaku Semej, serbskim Radnickim Nisz, Żetysu Tałdykorgan, Kajracie Ałmaty, a obecnie gra w Tobole Kustanaj.

### Kariera reprezentacyjna
W reprezentacji Kazachstanu zadebiutował 1 września 2017 roku w meczu eliminacji do mistrzostw świata przeciwko Czarnogórze. Na boisko wszedł w 62. minucie zmieniając Azata Nurgalijewa. Dotychczas rozegrał dwanaście spotkań zdobywając trzy bramki.
| Mecze i gole w reprezentacji | Mecze i gole w reprezentacji | Mecze i gole w reprezentacji | Mecze i gole w reprezentacji | Mecze i gole w reprezentacji | Mecze i gole w reprezentacji | Mecze i gole w reprezentacji |
| Kazachstan                   | Kazachstan                   | Kazachstan                   | Kazachstan                   | Kazachstan                   | Kazachstan                   | Kazachstan                   |
| Lp.                          | Data                         | Miasto                       | Przeciwnik                   | Gol                          | Wynik                        | Rozgrywki                    |
| ---------------------------- | ---------------------------- | ---------------------------- | ---------------------------- | ---------------------------- | ---------------------------- | ---------------------------- |
| 1.                           | 01.09.2017                   | Astana                       | Czarnogóra                   |                              | 0:3                          | el. MŚ 2018                  |
| 2.                           | 05.10.2017                   | Ploeszti                     | Rumunia                      | Gol                          | 1:3                          | el. MŚ 2018                  |
| 3.                           | 08.10.2017                   | Astana                       | Armenia                      | Gol                          | 1:1                          | el. MŚ 2018                  |
| 4.                           | 05.06.2018                   | Astana                       | Azerbejdżan                  |                              | 3:0                          | towarzyski                   |
| 5.                           | 06.09.2018                   | Astana                       | Gruzja                       |                              | 0:2                          | LN 2018/2019                 |
| 6.                           | 10.09.2018                   | Andora                       | Andora                       |                              | 1:1                          | LN 2018/2019                 |
| 7.                           | 13.10.2018                   | Ryga                         | Łotwa                        |                              | 1:1                          | LN 2018/2019                 |
| 8.                           | 16.10.2018                   | Astana                       | Andora                       | Gol                          | 4:0                          | LN 2018/2019                 |
| 9.                           | 15.11.2018                   | Astana                       | Łotwa                        |                              | 1:1                          | LN 2018/2019                 |
| 10.                          | 19.11.2018                   | Tbilisi                      | Gruzja                       |                              | 1:2                          | LN 2018/2019                 |
| 11.                          | 21.02.2019                   | Kumköy                       | Mołdawia                     |                              | 1:0                          | towarzyski                   |
| 12.                          | 21.03.2019                   | Astana                       | Szkocja                      |                              | 3:0                          | el. ME 2020                  |